# Fórmulas de Frenet-Serret

Una curva alabeada; los vectores T, N y B ; y el plano osculador atravesado por T y N

En geometría diferencial, las fórmulas de Frenet-Serret describen las propiedades cinemáticas de una partícula que se mueve a lo largo de una curva diferenciable en el espacio euclídeo tridimensional {\displaystyle \mathbb {R} ^{3}}, o las propiedades geométricas de la propia curva módulo desplazamientos de la misma. Más específicamente, las fórmulas describen las derivadas de cada vector unitario del triedro de Frenet-Serret en términos de los otros dos. Las fórmulas llevan el nombre de los dos matemáticos franceses que las descubrieron de forma independiente: Jean Frédéric Frenet, en su tesis de 1847, y Joseph Alfred Serret, en 1851. La notación vectorial y el álgebra lineal que se emplean actualmente para escribir estas fórmulas aún no estaban disponibles en el momento de su descubrimiento.
En cada punto de una curva diferenciable, el triedro de Frenet-Serret es una base ortonormal de {\displaystyle \mathbb {R} ^{3}} formada por los siguientes vectores:
- T es el vector unitario tangente a la curva, apuntando en la dirección del movimiento.
- N es el vector unitario normal, en el sentido de la derivada de T con respecto del parámetro longitud de arco.
- B es el vector unitario binormal, el producto vectorial de T y N.

Las fórmulas de Frenet-Serret son:
{\displaystyle {\begin{aligned}{\frac {\mathrm {d} \mathbf {T} }{\mathrm {d} s}}&=\kappa \mathbf {N} ,\\{\frac {\mathrm {d} \mathbf {N} }{\mathrm {d} s}}&=-\kappa \mathbf {T} +\tau \mathbf {B} ,\\{\frac {\mathrm {d} \mathbf {B} }{\mathrm {d} s}}&=-\tau \mathbf {N} ,\end{aligned}}}
donde d/ds denota la derivada con respecto al parámetro longitud del arco, κ es la curvatura y τ es la torsión de la curva, dos magnitudes escalares. Intuitivamente, la curvatura mide lo que dista una curva de ser una línea recta, mientras que la torsión mide lo que dista una curva de ser plana.

## Enunciado

Los vectores T y N en dos puntos de una curva plana, una versión desplazada del segundo diedro (punteado) y el cambio en T, δT. Si δs es la distancia entre los puntos, en el límite apuntará en la dirección N y su magnitud —la curvatura— describe la velocidad de rotación del diedro.

El triedro de Frenet-Serret moviéndose a lo largo de una hélice. La T está representada por la flecha azul, la N por la flecha roja, y la B por la flecha negra.

Sea r(s) una curva en el espacio euclídeo, que representa el vector de posición de la partícula en función del tiempo. Las fórmulas de Frenet-Serret se aplican a curvas que no son degeneradas, es decir, que se curvan en todo punto. Más formalmente, se requiere que el vector de velocidad r'(s) y el vector de aceleración r''(s) no sean proporcionales.
Además, se puede suponer que la curva está parametrizada por el arco (es decir, que {\displaystyle \|r'(s)\|=1} para todo s), ya que cualquier parametrización de la curva da la misma curvatura en cada punto.
En estas condiciones, el triedro de Frenet-Serret (o TNB) se define como:
- El vector unitario tangente T en una parametrización por el arco se define como {\displaystyle \mathbf {T} :={\frac {\mathrm {d} \mathbf {r} }{\mathrm {d} s}}.}
- El vector unitario normal N a su vez se define como {\displaystyle \mathbf {N} :={{\frac {\mathrm {d} \mathbf {T} }{\mathrm {d} s}} \over \left\|{\frac {\mathrm {d} \mathbf {T} }{\mathrm {d} s}}\right\|},}de donde se sigue, ya que la longitud de T es constantemente 1, que N es perpendicular a T. Como {\displaystyle \kappa =\left\|{\frac {\mathrm {d} \mathbf {T} }{\mathrm {d} s}}\right\|}, obtenemos la primera fórmula de Frenet-Serret.

- El vector unitario binormal B se define como el producto vectorial de T y N : {\displaystyle \mathbf {B} :=\mathbf {T} \times \mathbf {N} ,}

Las fórmulas de Frenet-Serret (o Teorema de Frenet-Serret) son:
{\displaystyle {\begin{matrix}{\dfrac {\mathrm {d} \mathbf {T} }{\mathrm {d} s}}&=&&\kappa \mathbf {N} &\\&\\{\dfrac {\mathrm {d} \mathbf {N} }{\mathrm {d} s}}&=&-\kappa \mathbf {T} &&+\,\tau \mathbf {B} \\&\\{\dfrac {\mathrm {d} \mathbf {B} }{\mathrm {d} s}}&=&&-\tau \mathbf {N} &\end{matrix}}}
donde {\displaystyle \kappa } es la curvatura y {\displaystyle \tau } es la torsión.
O, en notación matricial:
{\displaystyle {\begin{bmatrix}\mathbf {T'} \\\mathbf {N'} \\\mathbf {B'} \end{bmatrix}}={\begin{bmatrix}0&\kappa &0\\-\kappa &0&\tau \\0&-\tau &0\end{bmatrix}}{\begin{bmatrix}\mathbf {T} \\\mathbf {N} \\\mathbf {B} \end{bmatrix}}.}
Esta matriz es antisimétrica .

## Fórmulas enndimensiones
Las fórmulas de Frenet-Serret fueron generalizadas a espacios euclídeos de dimensión superior por Camille Jordan en 1874.
Supongamos que r(s) es una curva suave en {\displaystyle \mathbb {R} ^{n}}, y que las primeras n derivadas de r son linealmente independientes. Los vectores en el n-edro de Frenet-Serret son una base ortonormal construida aplicando el proceso de Gram-Schmidt a los vectores (r'(s), r''(s), ..., r(n)(s)).
El vector tangente unitario es el primer vector de Frenet e1(s), y se define como:
{\displaystyle \mathbf {e} _{1}(s)={\frac {{\overline {\mathbf {e} _{1}}}(s)}{\|{\overline {\mathbf {e} _{1}}}(s)\|}}}
donde
{\displaystyle {\overline {\mathbf {e} _{1}}}(s)=\mathbf {r} '(s)}
El vector normal, a veces llamado vector de curvatura, indica lo que dista la curva de ser una línea recta. Se define como:
{\displaystyle {\overline {\mathbf {e} _{2}}}(s)=\mathbf {r} ''(s)-\langle \mathbf {r} ''(s),\mathbf {e} _{1}(s)\rangle \,\mathbf {e} _{1}(s)}
Su forma normalizada, el vector normal unitario, es el segundo vector de Frenet e2(s) y se define como:
{\displaystyle \mathbf {e} _{2}(s)={\frac {{\overline {\mathbf {e} _{2}}}(s)}{\|{\overline {\mathbf {e} _{2}}}(s)\|}}}
Los vectores tangente y normal en el punto s definen el plano osculador en el punto r(s).
Los vectores restantes en el n-edro (el binormal, trinormal, etc.) se definen de manera similar:
{\displaystyle {\begin{aligned}\mathbf {e} _{j}(s)={\frac {{\overline {\mathbf {e} _{j}}}(s)}{\|{\overline {\mathbf {e} _{j}}}(s)\|}}{\mbox{, }}\end{aligned}}}
{\displaystyle {\begin{aligned}{\overline {\mathbf {e} _{j}}}(s)=\mathbf {r} ^{(j)}(s)-\sum _{i=1}^{j-1}\langle \mathbf {r} ^{(j)}(s),\mathbf {e} _{i}(s)\rangle \,\mathbf {e} _{i}(s).\end{aligned}}}
El último vector del sistema se define como el producto vectorial de los primeros {\displaystyle n-1} vectores:
{\displaystyle {\mathbf {e} _{n}}(s)={\mathbf {e} _{1}}(s)\times {\mathbf {e} _{2}}(s)\times \dots \times {\mathbf {e} _{n-2}}(s)\times {\mathbf {e} _{n-1}}(s)}
Las siguientes funciones reales χi(s) se denominan curvaturas generalizadas:
{\displaystyle \chi _{i}(s)={\frac {\langle \mathbf {e} _{i}'(s),\mathbf {e} _{i+1}(s)\rangle }{\|\mathbf {r} '(s)\|}}}
Las fórmulas de Frenet-Serret, expresadas en lenguaje matricial, son
{\displaystyle {\begin{aligned}{\begin{bmatrix}\mathbf {e} _{1}'(s)\\\vdots \\\mathbf {e} _{n}'(s)\\\end{bmatrix}}=\\\end{aligned}}\|\mathbf {r} '(s)\|\cdot {\begin{aligned}{\begin{bmatrix}0&\chi _{1}(s)&&0\\-\chi _{1}(s)&\ddots &\ddots &\\&\ddots &0&\chi _{n-1}(s)\\0&&-\chi _{n-1}(s)&0\\\end{bmatrix}}{\begin{bmatrix}\mathbf {e} _{1}(s)\\\vdots \\\mathbf {e} _{n}(s)\\\end{bmatrix}}\end{aligned}}}
Nótese que la convención usada al definir las curvaturas y el sistema de Frenet en dimensión n no es universal. La curvatura superior {\displaystyle \chi _{n-1}} (también llamada torsión, en este contexto) y el último vector en el marco {\displaystyle \mathbf {e} _{n}}, difieren de la torsión habitual por el signo
{\displaystyle \operatorname {or} \left(\mathbf {r} ^{(1)},\dots ,\mathbf {r} ^{(n)}\right)}
(la orientación de la base). Las fórmulas de Frenet-Serret son invariantes al invertir los signos de {\displaystyle \chi _{n-1}} y {\displaystyle \mathbf {e} _{n}} simultáneamente, y este cambio de signo hace que el sistema quede orientado positivamente. Como se definió anteriormente, el sistema hereda su orientación del jet de {\displaystyle \mathbf {r} } .

## Demostración
Sea {\displaystyle Q} la matriz de orden 3 cuyas filas son los vectores del triedro de Frenet:
{\displaystyle Q={\begin{bmatrix}\mathbf {T} \\\mathbf {N} \\\mathbf {B} \end{bmatrix}}}
Al formar las filas una base ortonormal, {\displaystyle Q} es una matriz ortogonal. Es decir, la transpuesta de Q coincide con la inversa de Q. Basta con demostrar que
{\displaystyle \left({\frac {dQ}{ds}}\right)Q^{\top }={\begin{bmatrix}0&\kappa &0\\-\kappa &0&\tau \\0&-\tau &0\end{bmatrix}}}
La primera fila de esta ecuación se satisface por definición de N y κ, así como la última fila por definición de torsión. Por lo tanto, basta con demostrar que {\displaystyle {\frac {dQ}{ds}}Q^{T}} es una matriz antisimétrica . Como I = QQT, derivando y aplicando la regla del producto se obtiene
{\displaystyle {\begin{aligned}0={\frac {\mathrm {d} I}{\mathrm {d} s}}=\left({\frac {\mathrm {d} Q}{\mathrm {d} s}}\right)Q^{\top }+Q\left({\frac {\mathrm {d} Q}{\mathrm {d} s}}\right)^{\top }\\\implies \left({\frac {\mathrm {d} Q}{\mathrm {d} s}}\right)Q^{\top }=-\left(\left({\frac {\mathrm {d} Q}{\mathrm {d} s}}\right)Q^{\top }\right)^{\top }\\\end{aligned}}}
y se tiene la antisimetría requerida.

## Aplicaciones e interpretación

### Cinemática del triedro

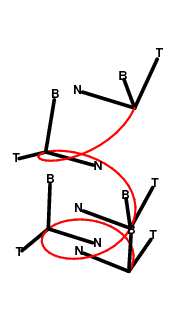
El triedro de Frenet-Serret moviéndose a lo largo de una hélice en el espacio

El triedro de Frenet-Serret asocia a cada punto de la curva una base ortonormal del espacio, o sea, un sistema de referencia o sistema de coordenadas (ver imagen).
Las fórmulas de Frenet-Serret admiten una interpretación cinemática: imagínese a un observador que se mueve a lo largo de la curva en el tiempo, utilizando el triedro de Frenet en cada punto como su sistema de coordenadas. Las fórmulas de Frenet-Serret dictan que este sistema de coordenadas va girando a medida que el observador se mueve a lo largo de la curva. Por lo tanto, este sistema de coordenadas siempre es no inercial. El momento angular del sistema de coordenadas del observador es proporcional al vector de Darboux del triedro.

Un trompo cuyo eje está situado a lo largo del binormal gira con velocidad angular κ. Si el eje está a lo largo de la tangente, se observa que gira con velocidad angular τ.

Más conretamente, supongamos que el observador lleva consigo un trompo (inercial) (o un giroscopio) a lo largo de la curva. Si el eje de la peonza apunta en la dirección del tangente, se observará que gira alrededor de su eje con una velocidad angular -τ relativa al sistema de coordenadas no inercial del observador. Si, por el contrario, el eje de la peonza apunta en la dirección del binormal, entonces se observa que gira con velocidad angular -κ. Esto se visualiza fácilmente en el caso de que la curvatura sea una constante positiva y la torsión desaparezca. El observador se encuentra entonces en movimiento circular uniforme . Si la peonza apunta en la dirección del binormal, entonces, por conservación del momento angular, debe girar en la dirección opuesta al movimiento circular. En el caso límite cuando la curvatura desaparece, la normal para el observador sufre una precesión sobre el vector tangente y, de manera similar, el trompo girará en la dirección opuesta a esta precesión.

#### Aplicaciones
La cinemática del triedro tiene muchas aplicaciones en las ciencias.
- En las ciencias de la vida, particularmente en modelos de movimiento microbiano, se ha utilizado el triedro de Frenet-Serret para explicar el mecanismo a través del cual un organismo en movimiento en un medio viscoso cambia de dirección.[4]
- En física, el triedro de Frenet-Serret es útil cuando es imposible o inconveniente asignar un sistema de coordenadas naturales para una trayectoria. Tal es a menudo el caso, por ejemplo, en la teoría de la relatividad . En este contexto, los marcos de Frenet-Serret se han utilizado para modelar la precesión de un giroscopio en un pozo gravitatorio.[5]

#### Ilustraciones gráficas
- Ejemplo de una base de Frenet en movimiento (T en azul, N en verde, B en violeta) a lo largo de la curva de Viviani.

- En el ejemplo de un nudo en el toro, se muestran el vector tangente T, el vector normal N y el vector binormal B, junto con la curvatura κ(s) y la torsión τ(s). En los extremos de la función de torsión, la rotación del triedro (T, N, B) alrededor del vector tangente es claramente visible.

### Fórmulas de Frenet-Serret en cálculo

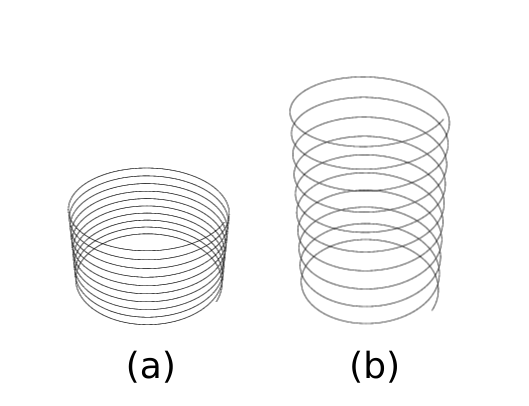
Dos hélices (slinkies) en el espacio. (a) Una hélice más compacta con mayor curvatura y menor torsión. (b) Una hélice estirada con una torsión ligeramente mayor pero una curvatura menor.

En sus apuntes de geometría de curvas, Rudy Rucker emplea el modelo de un slinky para explicar el significado de la torsión y la curvatura. El slinky, dice, se caracteriza por la propiedad de que la cantidad
{\displaystyle A^{2}=h^{2}+r^{2}}
permanece constante si el slinky se estira verticalmente a lo largo de su eje central. (Aquí 2πh es la altura de un solo giro del slinky y r el radio). En particular, la curvatura y la torsión son complementarias en el sentido de que, al aumentar la torsión estirando el slinky, la curvatura disminuye.

### Expansión en serie de Taylor
La diferenciación repetida de la curva y la aplicación de las fórmulas de Frenet-Serret proporciona la siguiente aproximación de Taylor a la curva en torno a s=0:
{\displaystyle \mathbf {r} (s)=\mathbf {r} (0)+\left(s-{\frac {s^{3}\kappa ^{2}(0)}{6}}\right)\mathbf {T} (0)+\left({\frac {s^{2}\kappa (0)}{2}}+{\frac {s^{3}\kappa '(0)}{6}}\right)\mathbf {N} (0)+\left({\frac {s^{3}\kappa (0)\tau (0)}{6}}\right)\mathbf {B} (0)+o(s^{4}).}
Para una curva genérica cuya torsión no se anula, la proyección de la curva sobre varios planos coordenados en el sistema de coordenadas T, N, B cerca de s = 0 tiene las siguientes interpretaciones:
- El plano osculador es el plano que contiene a T y a N. La proyección de la curva sobre este plano tiene la forma: {\displaystyle \mathbf {r} (0)+s\mathbf {T} (0)+{\frac {s^{2}\kappa (0)}{2}}\mathbf {N} (0)+o(s^{2}).} Es una parábola si ignoramos los términos de orden o(s²), cuya curvatura en 0 es κ(0).
- El plano normal es el plano que contienea N y a B. La proyección de la curva sobre este plano tiene la forma: {\displaystyle \mathbf {r} (0)+\left({\frac {s^{2}\kappa (0)}{2}}+{\frac {s^{3}\kappa '(0)}{6}}\right)\mathbf {N} (0)+\left({\frac {s^{3}\kappa (0)\tau (0)}{6}}\right)\mathbf {B} (0)+o(s^{3})}
- El plano rectificador es el plano que contiene a T y a B . La proyección de la curva sobre este plano es: {\displaystyle \mathbf {r} (0)+\left(s-{\frac {s^{3}\kappa ^{2}(0)}{6}}\right)\mathbf {T} (0)+\left({\frac {s^{3}\kappa (0)\tau (0)}{6}}\right)\mathbf {B} (0)+o(s^{3})}

### Cintas y tubos

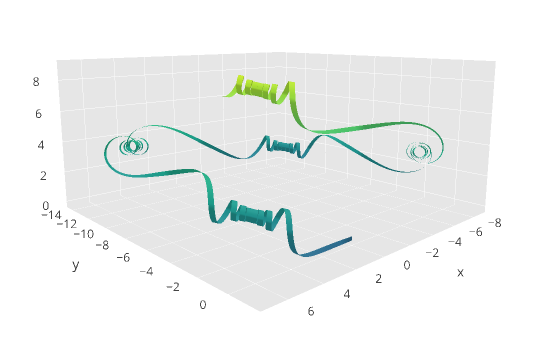
Una cinta definida por una curva de torsión constante y una curvatura muy oscilante. La parametrización por la longitud de arco de la curva se definió mediante la integración de las ecuaciones de Frenet-Serret.

El aparato de Frenet-Serret permite definir ciertas cintas y tubos óptimos centrados alrededor de una curva. Sus aplicaciones abarcan los ámbitos de la ciencia de los materiales y la teoría de la elasticidad, así como los gráficos por computadora.
La cinta de Frenet a lo largo de una curva C es la superficie trazada al barrer el segmento de línea [− N, N] generado por la unidad normal a lo largo de la curva. Esta superficie se confunde a veces con la superficie desarrollable tangente, que es la envolvente E de los planos osculadores de C, dado que tanto la cinta de Frenet como E exhiben propiedades similares a lo largo de C. Concretamente, los planos tangentes de ambas hojas de E, cerca de la singularidad C donde se cruzan estas láminas, se aproximan a los planos osculadores de C; los planos tangentes de la cinta de Frenet a lo largo de C son iguales a estos planos osculadores. La cinta de Frenet en general no es desarrollable.

### Congruencia de curvas
En la geometría euclidiana clásica, un tema de interés es encontrar propiedades de las figuras del plano que sean invariantes bajo congruencias, de modo que si dos figuras son congruentes, entonces deben compartan dichas propiedades. El aparato de Frenet-Serret presenta la curvatura y la torsión como invariantes numéricos de las curvas.
En términos generales, dos curvas C y C' en el espacio son congruentes si una se puede mover rígidamente a la otra. Un movimiento rígido consiste en una combinación de una traslación y una rotación.
El marco de Frenet-Serret se comporta bien bajo la acción de un movimiento rígido. Como T, N y B solo dependen de derivadas sucesivas de la parametrización de la curva, no varían bajo traslaciones (sumar un vector constante a r (t)).
Por otro lado, si aplicamos una rotación M a la curva, entonces el triedro TNB también gira. Más precisamente, la matriz Q cuyas filas son los vectores TNB del marco de Frenet-Serret cambia de acuerdo con la rotación:
{\displaystyle Q\rightarrow QM.}
La matriz  que define las ecuaciones de Frenet no se ve afectada por la rotación:
{\displaystyle {\frac {\mathrm {d} (QM)}{\mathrm {d} s}}(QM)^{\top }={\frac {\mathrm {d} Q}{\mathrm {d} s}}MM^{\top }Q^{\top }={\frac {\mathrm {d} Q}{\mathrm {d} s}}Q^{\top }}
pues MMT = I al tratarse M de una rotación.
Por lo tanto, sus entradas κ y τ son invariantes de la curva bajo movimientos rígidos.
El recíproco también es cierto: dos curvas cualesquiera que tengan las mismas funciones curvatura y torsión deben ser congruentes. El teorema fundamental de curvas en el espacio afirma que las curvas son congruentes. En particular, la curvatura y la torsión son un conjunto completo de invariantes para las curvas en tres dimensiones.

## Otras expresiones del triedro
Las fórmulas dadas anteriormente para T, N y B sirven cuando el parámetro de la curva es su longitud de arco. Esta suposición es natural en geometría euclidiana, porque la longitud del arco es una invariante euclidiana de la curva. En terminología física, la parametrización por el arco es una elección natural de gauge. Sin embargo, puede ser incómodo trabajar con ella en la práctica, por lo que conviene obtener las fórmulas de Frenet en una parametrización arbitraria.
Sea r(t) una curva diferenciable, no necesariamente parametrizada por la longitud del arco. Entonces el triedro se escribe:
{\displaystyle \mathbf {T} (t)={\frac {\mathbf {r} '(t)}{\|\mathbf {r} '(t)\|}}}
{\displaystyle \mathbf {N} (t)={\frac {\mathbf {T} '(t)}{\|\mathbf {T} '(t)\|}}={\frac {\mathbf {r} '(t)\times \left(\mathbf {r} ''(t)\times \mathbf {r} '(t)\right)}{\left\|\mathbf {r} '(t)\right\|\,\left\|\mathbf {r} ''(t)\times \mathbf {r} '(t)\right\|}}}
{\displaystyle \mathbf {B} (t)=\mathbf {T} (t)\times \mathbf {N} (t)={\frac {\mathbf {r} '(t)\times \mathbf {r} ''(t)}{\|\mathbf {r} '(t)\times \mathbf {r} ''(t)\|}}}
Se puede llegar a ello tomando las tres primeras derivadas de la curva y aplicando el proceso de Gram-Schmidt. La base ortonormal ordenada resultante es precisamente el triedro TNB. Este procedimiento también se generaliza para producir n-edros de Frenet.
En términos del parámetro t, las fórmulas de Frenet-Serret cargan con un factor adicional ||r '(t)|| por la regla de la cadena :
{\displaystyle {\frac {\mathrm {d} }{\mathrm {d} t}}{\begin{bmatrix}\mathbf {T} \\\mathbf {N} \\\mathbf {B} \end{bmatrix}}=\|\mathbf {r} '(t)\|{\begin{bmatrix}0&\kappa &0\\-\kappa &0&\tau \\0&-\tau &0\end{bmatrix}}{\begin{bmatrix}\mathbf {T} \\\mathbf {N} \\\mathbf {B} \end{bmatrix}}}
Se pueden calcular expresiones explícitas para la curvatura y la torsión:
{\displaystyle \kappa ={\frac {\|\mathbf {r} '(t)\times \mathbf {r} ''(t)\|}{\|\mathbf {r} '(t)\|^{3}}}}
{\displaystyle \tau ={\frac {\operatorname {det} (\mathbf {r} '(t),\mathbf {r} ''(t),\mathbf {r} '''(t))}{\|\mathbf {r} '(t)\times \mathbf {r} ''(t)\|^{2}}}}

## Casos límite
- Si la curvatura es siempre cero, entonces la curva será una línea recta. En este caso los vectores N y B y la torsión no están bien definidos.

- Si la torsión es siempre cero, la curva estará en un plano. El recíproco también es cierto: las curvas planas tienen torsión 0.

- Una curva regular con torsión distinta de cero debe tener curvatura distinta de cero.

- Una hélice tiene curvatura constante y torsión constante.